# Stanisław Antoni Burzyński
Stanisław Antoni Burzyński herbu Trzywdar (ur. 27 kwietnia 1701 roku – zm. 15 maja 1775 roku w Wilnie) – prawnik, senator Rzeczypospolitej.
Kasztelan smoleński 1752–1763, kasztelan brzeskolitewski 1750–1752, instygator litewski 1732–1750, skarbnik smoleński, jezuita od 1763.
Poseł na sejm 1732 roku z województwa smoleńskiego. Jako poseł na sejm konwokacyjny 1733 roku z województwa smoleńskiego był członkiem konfederacji generalnej zawiązanej 27 kwietnia 1733 roku na tym sejmie. Jako deputat województwa smoleńskiego podpisał pacta conventa Stanisława Leszczyńskiego w 1733 roku. Członek konfederacji generalnej Wielkiego Księstwa Litewskiego w 1734 roku. Był posłem na sejm 1740 roku z województwa smoleńskiego.. Poseł województwa smoleńskiego na sejm 1744 roku. Poseł województwa smoleńskiego na sejm 1746 roku. 
W 1769 roku odznaczony Orderem Orła Białego.

## Literatura dodatkowa
- Stanisław Kościałkowski: Burzyński Stanisław Antoni. W: Polski Słownik Biograficzny. T. 3: Brożek Jan – Chwalczewski Franciszek. Kraków: Polska Akademia Umiejętności – Skład Główny w Księgarniach Gebethnera i Wolffa, 1937, s. 142. Reprint: Zakład Narodowy im. Ossolińskich, Kraków 1989, ISBN 83-04-03291-0